# NGC 4656/57
NGC 4656/57 ist eine Balkenspiralgalaxie vom Hubble-Typ SB(s)m im Sternbild Canes Venatici am Nordsternhimmel, die schätzungsweise 30 Millionen Lichtjahre von der Milchstraße entfernt ist.
Die Erscheinung der Galaxie erinnert an die Kleine Magellansche Wolke. Aufgrund ihrer charakteristischen Form wird die Galaxie manchmal auch scherzhaft hockey stick genannt. Die Galaxie stand offenbar in der Vergangenheit in starker Wechselwirkung mit der etwas weiter südöstlich gelegenen, großen Nachbargalaxie NGC 4631. Eine Auswirkung davon dürfte ein heller, etwas abgesetzt erscheinender Knoten am nordöstlichen Ende der Galaxie sein. Dieser helle Knoten wurde bei der Entdeckung der Galaxie am 20. März 1787 durch Wilhelm Herschel als separates Objekt katalogisiert, was dazu führte, dass er später im New General Catalogue ebenfalls unter einem separaten Eintrag als NGC 4657 verzeichnet war.

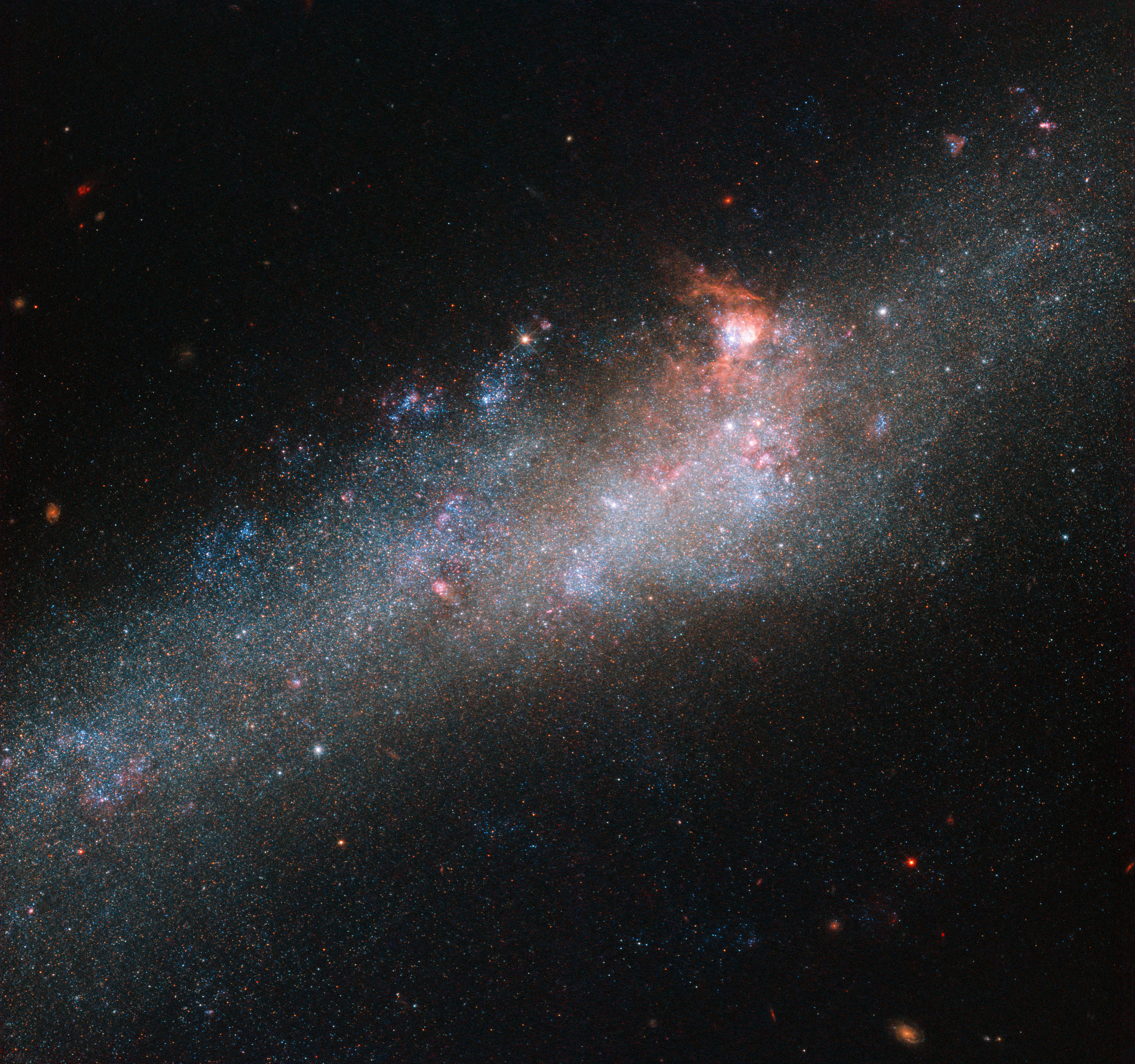
Aufnahme eines Ausschnitts der Galaxie durch das Hubble-Weltraumteleskop
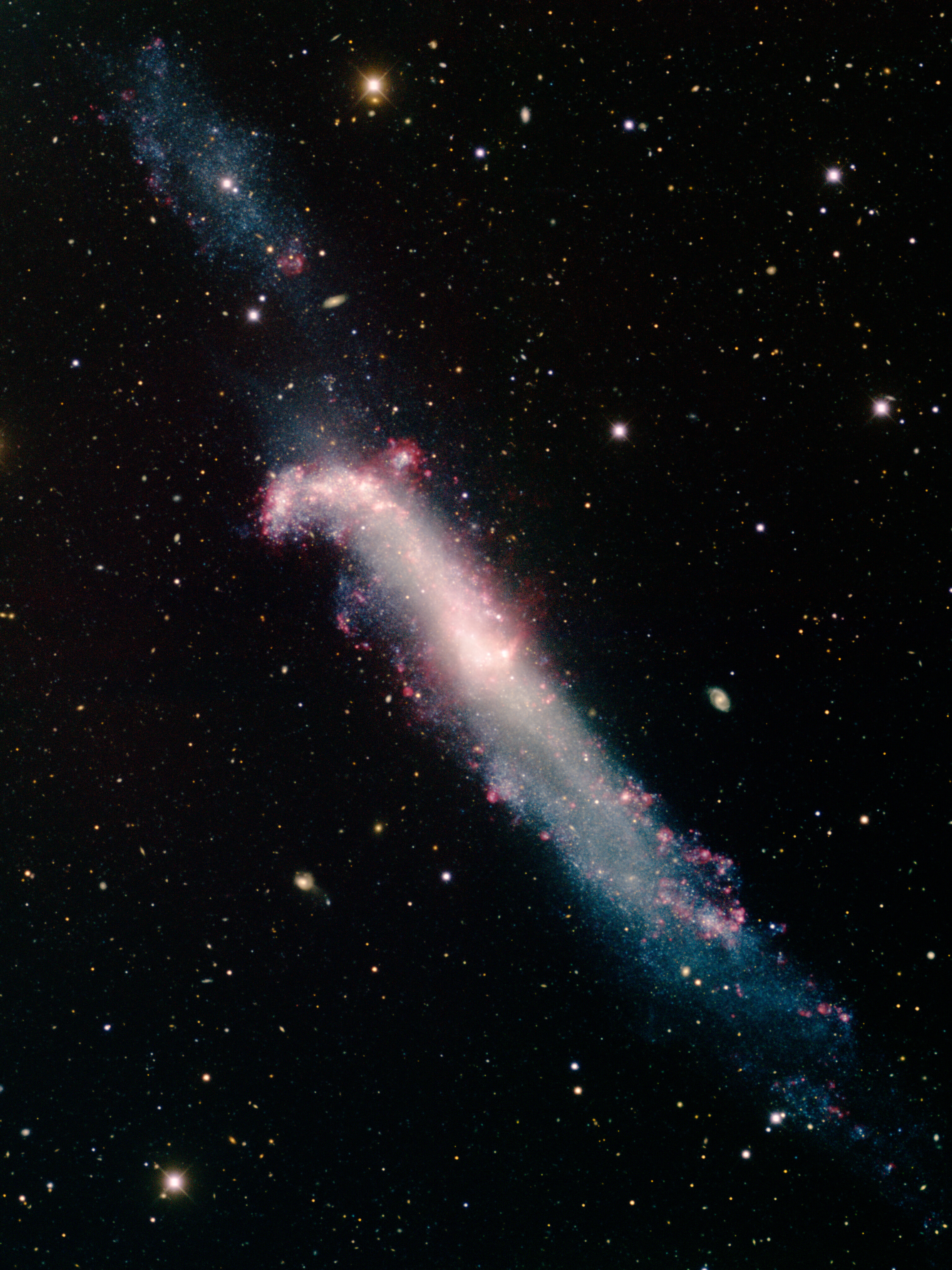
Aufnahme mithilfe des Nicholas U. Mayall Telescope